# Kang Min-soo
Đây là một tên người Triều Tiên, họ là Kang.
Kang Min-soo (tiếng Hàn: 강민수; sinh ngày 14 tháng 2 năm 1986) là một cầu thủ bóng đá Hàn Quốc thi đấu ở vị trí Trung vệ cho Ulsan Hyundai. Anh cũng thi đấu cho Chunnam Dragons, Jeju United, Jeonbuk Hyundai Motors và Suwon Bluewings.
Anh từng là thành viên của Đội tuyển bóng đá Olympic Hàn Quốc và Đội tuyển bóng đá quốc gia Hàn Quốc.
Trận đấu đầu tiên là Vòng 2 Vòng loại bóng đá Thế vận hội Mùa hè 2008 trước U-23 Yemen ngày 28 tháng 2 năm 2007. Anh có màn ra mắt quốc tế trong trận giao hữu trước Hà Lan ngày 2 tháng 6 năm 2007.

## Thống kê sự nghiệp

### Câu lạc bộ
| Thành tích câu lạc bộ | Thành tích câu lạc bộ | Thành tích câu lạc bộ | Giải vô địch | Giải vô địch | Cúp     | Cúp       | Cúp Liên đoàn | Cúp Liên đoàn | Châu lục | Châu lục  | Tổng cộng | Tổng cộng |
| Mùa giải              | Câu lạc bộ            | Giải vô địch          | Số trận      | Bàn thắng    | Số trận | Bàn thắng | Số trận       | Bàn thắng     | Số trận  | Bàn thắng | Số trận   | Bàn thắng |
| Hàn Quốc              | Hàn Quốc              | Hàn Quốc              | Giải vô địch | Giải vô địch | Cúp KFA | Cúp KFA   | Cúp Liên đoàn | Cúp Liên đoàn | Châu Á   | Châu Á    | Tổng cộng | Tổng cộng |
| --------------------- | --------------------- | --------------------- | ------------ | ------------ | ------- | --------- | ------------- | ------------- | -------- | --------- | --------- | --------- |
| 2004                  | Chunnam Dragons       | K League 1            | 0            | 0            | 0       | 0         | 0             | 0             | -        | -         | 0         | 0         |
| 2005                  | Chunnam Dragons       | K League 1            | 10           | 0            | 3       | 0         | 3             | 0             | -        | -         | 16        | 0         |
| 2006                  | Chunnam Dragons       | K League 1            | 18           | 0            | 2       | 0         | 10            | 0             | -        | -         | 30        | 0         |
| 2007                  | Chunnam Dragons       | K League 1            | 17           | 1            | 5       | 0         | 1             | 0             | 4        | 1         | 27        | 2         |
| 2008                  | Jeonbuk Hyundai       | K League 1            | 21           | 0            | 2       | 1         | 7             | 0             | -        | -         | 30        | 1         |
| 2009                  | Jeju United           | K League 1            | 19           | 0            | 2       | 0         | 3             | 0             | -        | -         | 24        | 0         |
| 2010                  | Suwon Bluewings       | K League 1            | 20           | 1            | 2       | 0         | 4             | 1             | 5        | 0         | 31        | 2         |
| 2011                  | Ulsan Hyundai         | K League 1            | 25           | 2            | 4       | 0         | 7             | 0             | -        | -         | 36        | 2         |
| Tổng cộng sự nghiệp   | Tổng cộng sự nghiệp   | Tổng cộng sự nghiệp   | 130          | 4            | 20      | 1         | 35            | 1             | 9        | 1         | 194       | 7         |

### Quốc tế
| Đội tuyển quốc gia | Năm  | Số trận | Bàn thắng |
| ------------------ | ---- | ------- | --------- |
| U-23 Hàn Quốc      | 2006 | 1       | 0         |
| U-23 Hàn Quốc      | 2007 | 13      | 1         |
| U-23 Hàn Quốc      | 2008 | 5       | 0         |
| U-23 Hàn Quốc      | Tổng | 19      | 1         |
| Hàn Quốc           | 2007 | 8       | 0         |
| Hàn Quốc           | 2008 | 12      | 0         |
| Hàn Quốc           | 2009 | 7       | 0         |
| Hàn Quốc           | 2010 | 4       | 0         |
| Hàn Quốc           | 2011 | 0       | 0         |
| Hàn Quốc           | Tổng | 31      | 0         |

Thống kê chính xác tính đến trận đấu diễn ra ngày 14 tháng 2 năm 2010
| Số lần ra sân và bàn thắng quốc tế | Số lần ra sân và bàn thắng quốc tế | Số lần ra sân và bàn thắng quốc tế                              | Số lần ra sân và bàn thắng quốc tế | Số lần ra sân và bàn thắng quốc tế | Số lần ra sân và bàn thắng quốc tế | Số lần ra sân và bàn thắng quốc tế                                   |
| #                                  | Ngày                               | Địa điểm                                                        | Đối thủ                            | Kết quả                            | Bàn thắng                          | Giải đấu                                                             |
| 2006                               | 2006                               | 2006                                                            | 2006                               | 2006                               | 2006                               | 2006                                                                 |
| ---------------------------------- | ---------------------------------- | --------------------------------------------------------------- | ---------------------------------- | ---------------------------------- | ---------------------------------- | -------------------------------------------------------------------- |
|                                    | 14 tháng 11                        | Sân vận động Changwon Civic, Changwon, Hàn Quốc                 | Nhật Bản                           | 1–1                                | 0                                  | Giao hữu                                                             |
| 2007                               |                                    |                                                                 |                                    |                                    |                                    |                                                                      |
|                                    | 28 tháng 2                         | Sân vận động World Cup Suwon, Suwon, Hàn Quốc                   | Yemen                              | 1–0                                | 0                                  | Thế vận hội Mùa hè 2008 Qualifiers 2                                 |
|                                    | 14 tháng 3                         | Sân vận động Al Nahyan, Abu Dhabi, UAE                          | UAE                                | 3–1                                | 0                                  | Thế vận hội Mùa hè 2008 Qualifiers 2                                 |
|                                    | 28 tháng 3                         | Sân vận động Ansan Wa~, Ansan, Hàn Quốc                         | Uzbekistan                         | 2–0                                | 0                                  | Thế vận hội Mùa hè 2008 Qualifiers 2                                 |
|                                    | 18 tháng 4                         | Sân vận động Pakhtakor Markaziy, Tashkent, Uzbekistan           | Uzbekistan                         | 1–0                                | 0                                  | Thế vận hội Mùa hè 2008 Qualifiers 2                                 |
|                                    | 16 tháng 5                         | Sân vận động Ali Mohsen, Sana'a, Yemen                          | Yemen                              | 0–1                                | 0                                  | Thế vận hội Mùa hè 2008 Qualifiers 2                                 |
|                                    | 16 tháng 5                         | Sân vận động World Cup Daejeon, Daejeon, Hàn Quốc               | UAE                                | 3–1                                | 0                                  | Thế vận hội Mùa hè 2008 Qualifiers 2                                 |
| 1                                  | 2 tháng 6                          | Sân vận động World Cup Seoul, Seoul, Hàn Quốc                   | Hà Lan                             | 0–2                                | 0                                  | Giao hữu                                                             |
| 2                                  | 5 tháng 7                          | Sân vận động World Cup Seoul, Seoul, Hàn Quốc                   | Uzbekistan                         | 2–1                                | 0                                  | Giao hữu                                                             |
| 3                                  | 11 tháng 7                         | Sân vận động Gelora Bung Karno, Jakarta, Indonesia              | Ả Rập Xê Út                        | 1–1                                | 0                                  | Cúp bóng đá châu Á 2007                                              |
| 4                                  | 15 tháng 7                         | Sân vận động Gelora Bung Karno, Jakarta, Indonesia              | Bahrain                            | 1–2                                | 0                                  | Cúp bóng đá châu Á 2007                                              |
| 5                                  | 18 tháng 7                         | Sân vận động Gelora Bung Karno, Jakarta, Indonesia              | Indonesia                          | 1–0                                | 0                                  | Cúp bóng đá châu Á 2007                                              |
| 6                                  | 22 tháng 7                         | Sân vận động Quốc gia, Kuala Lumpur, Malaysia                   | Iran                               | 0–0 (4–2p)                         | 0                                  | Cúp bóng đá châu Á 2007                                              |
| 7                                  | 25 tháng 7                         | Sân vận động Quốc gia, Kuala Lumpur, Malaysia                   | Iraq                               | 0–0 (3–4p)                         | 0                                  | Cúp bóng đá châu Á 2007                                              |
| 8                                  | 28 tháng 7                         | Sân vận động Gelora Sriwijaya, Palembang, Indonesia             | Nhật Bản                           | 0–0 (6–5p)                         | 0                                  | Cúp bóng đá châu Á 2007                                              |
|                                    | 22 tháng 8                         | Sân vận động World Cup Seoul, Seoul, Hàn Quốc                   | Uzbekistan                         | 2–1                                | 0                                  | Thế vận hội Mùa hè 2008 Qualifiers 3                                 |
|                                    | 3 tháng 9                          | Sân vận động Al-Rashid, Dubai, UAE                              | Qatar                              | 0–0                                | 0                                  | Giao hữu                                                             |
|                                    | 8 tháng 9                          | Sân vận động Quốc gia Bahrain, Riffa, Bahrain                   | Bahrain                            | 1–0                                | 1                                  | Thế vận hội Mùa hè 2008 Qualifiers 3                                 |
|                                    | 12 tháng 9                         | Sân vận động World Cup Seoul, Seoul, Hàn Quốc                   | Syria                              | 1–0                                | 0                                  | Thế vận hội Mùa hè 2008 Qualifiers 3                                 |
|                                    | 17 tháng 10                        | Sân vận động Abbasiyyin, Damascus, Syria                        | Syria                              | 0–0                                | 0                                  | Thế vận hội Mùa hè 2008 Qualifiers 3                                 |
|                                    | 17 tháng 11                        | Sân vận động Pakhtakor Markaziy, Tashkent, Uzbekistan           | Uzbekistan                         | 0–0                                | 0                                  | Thế vận hội Mùa hè 2008 Qualifiers 3                                 |
|                                    | 21 tháng 11                        | Sân vận động Ansan Wa~, Ansan, Hàn Quốc                         | Bahrain                            | 0–0                                | 0                                  | Thế vận hội Mùa hè 2008 Qualifiers 3                                 |
| 2008                               |                                    |                                                                 |                                    |                                    |                                    |                                                                      |
| 9                                  | 6 tháng 2                          | Sân vận động World Cup Seoul, Seoul, Hàn Quốc                   | Turkmenistan                       | 4–0                                | 0                                  | Vòng loại giải vô địch bóng đá thế giới 2010 khu vực châu Á (vòng 3) |
| 10                                 | 20 tháng 2                         | Trung tâm Thể thao Olympic Trùng Khánh, Trùng Khánh, Trung Quốc | CHDCND Triều Tiên                  | 1–1                                | 0                                  | Cúp bóng đá Đông Á 2008                                              |
| 11                                 | 23 tháng 2                         | Trung tâm Thể thao Olympic Trùng Khánh, Trùng Khánh, Trung Quốc | Nhật Bản                           | 1–1                                | 0                                  | Cúp bóng đá Đông Á 2008                                              |
| 12                                 | 26 tháng 3                         | Sân vận động bóng đá Hồng Khẩu, Thượng Hải, Trung Quốc          | CHDCND Triều Tiên                  | 0–0                                | 0                                  | Vòng loại giải vô địch bóng đá thế giới 2010 khu vực châu Á (vòng 3) |
| 13                                 | 7 tháng 6                          | Sân vận động Quốc vương Abdullah II, Amman, Jordan              | Jordan                             | 1–0                                | 0                                  | Vòng loại giải vô địch bóng đá thế giới 2010 khu vực châu Á (vòng 3) |
| 14                                 | 14 tháng 6                         | Sân vận động Olympic Ashgabat, Ashgabat, Turkmenistan           | Turkmenistan                       | 3–1                                | 0                                  | Vòng loại giải vô địch bóng đá thế giới 2010 khu vực châu Á (vòng 3) |
| 15                                 | 22 tháng 6                         | Sân vận động World Cup Seoul, Seoul, Hàn Quốc                   | CHDCND Triều Tiên                  | 0–0                                | 0                                  | Vòng loại giải vô địch bóng đá thế giới 2010 khu vực châu Á (vòng 3) |
|                                    | 16 tháng 7                         | Sân vận động Ansan Wa~, Ansan, Hàn Quốc                         | Guatemala                          | 2–1                                | 0                                  | Giao hữu                                                             |
|                                    | 27 tháng 7                         | Sân vận động World Cup Suwon, Suwon, Hàn Quốc                   | Bờ Biển Ngà                        | 2–1                                | 0                                  | Giao hữu                                                             |
|                                    | 31 tháng 7                         | Sân vận động World Cup Seoul, Seoul, Hàn Quốc                   | Úc                                 | 1–0                                | 0                                  | Giao hữu                                                             |
|                                    | 7 tháng 8                          | Olympic Sports Center Stadium, Qinhuangdao, Trung Quốc          | Cameroon                           | 1–1                                | 0                                  | Thế vận hội Mùa hè 2008                                              |
|                                    | 10 tháng 8                         | Olympic Sports Center Stadium, Qinhuangdao, Trung Quốc          | Ý                                  | 0–3                                | 0                                  | Thế vận hội Mùa hè 2008                                              |
|                                    | 13 tháng 8                         | Sân vận động Thượng Hải, Thượng Hải, Trung Quốc                 | Honduras                           | 1–0                                | 0                                  | Thế vận hội Mùa hè 2008                                              |
| 16                                 | 5 tháng 9                          | Sân vận động World Cup Seoul, Seoul, Hàn Quốc                   | Jordan                             | 1–0                                | 0                                  | Giao hữu                                                             |
| 17                                 | 10 tháng 9                         | Sân vận động bóng đá Hồng Khẩu, Thượng Hải, Trung Quốc          | CHDCND Triều Tiên                  | 1–1                                | 0                                  | Vòng loại giải vô địch bóng đá thế giới 2014 khu vực châu Á (vòng 4) |
| 18                                 | 11 tháng 10                        | Sân vận động World Cup Seoul, Seoul, Hàn Quốc                   | Uzbekistan                         | 3–0                                | 0                                  | Giao hữu                                                             |
| 19                                 | 14 tháng 11                        | Sân vận động Jassim Bin Hamad, Doha, Qatar                      | Qatar                              | 1–1                                | 0                                  | Giao hữu                                                             |
| 20                                 | 19 tháng 11                        | Sân vận động Quốc tế Nhà vua Fahd, Riyadh, Ả Rập Xê Út          | Ả Rập Xê Út                        | 2–0                                | 0                                  | Vòng loại giải vô địch bóng đá thế giới 2014 khu vực châu Á (vòng 4) |
| 2009                               |                                    |                                                                 |                                    |                                    |                                    |                                                                      |
| 21                                 | 1 tháng 2                          | Sân vận động Al-Maktoum, Dubai, UAE                             | Syria                              | 1–1                                | 0                                  | Giao hữu                                                             |
| 22                                 | 4 tháng 2                          | Sân vận động Al-Maktoum, Dubai, UAE                             | Bahrain                            | 2–2                                | 0                                  | Giao hữu                                                             |
| 23                                 | 11 tháng 2                         | Sân vận động Azadi, Tehran, Iran                                | Iran                               | 1–1                                | 0                                  | Vòng loại giải vô địch bóng đá thế giới 2014 khu vực châu Á (vòng 4) |
| 24                                 | 28 tháng 3                         | Sân vận động World Cup Suwon, Suwon, Hàn Quốc                   | Iraq                               | 2–1                                | 0                                  | Giao hữu                                                             |
| 25                                 | 1 tháng 4                          | Sân vận động World Cup Seoul, Seoul, Hàn Quốc                   | CHDCND Triều Tiên                  | 1–0                                | 0                                  | Vòng loại giải vô địch bóng đá thế giới 2014 khu vực châu Á (vòng 4) |
| 26                                 | 12 tháng 8                         | Sân vận động World Cup Seoul, Seoul, Hàn Quốc                   | Paraguay                           | 1–0                                | 0                                  | Giao hữu                                                             |
| 27                                 | 18 tháng 11                        | Craven Cottage, Luân Đôn, Anh                                   | Serbia                             | 0–1                                | 0                                  | Giao hữu                                                             |
| 2010                               |                                    |                                                                 |                                    |                                    |                                    |                                                                      |
| 28                                 | 9 tháng 1                          | Sân vận động Rand, Johannesburg, Nam Phi                        | Zambia                             | 2–4                                | 0                                  | Giao hữu                                                             |
| 29                                 | 18 tháng 1                         | Sân vận động Ciudad de Málaga, Málaga, Tây Ban Nha              | Phần Lan                           | 2–0                                | 0                                  | Giao hữu                                                             |
| 30                                 | 22 tháng 1                         | Sân vận động Ciudad de Málaga, Málaga, Tây Ban Nha              | Latvia                             | 1–0                                | 0                                  | Giao hữu                                                             |
| 31                                 | 14 tháng 2                         | Sân vận động Quốc gia Tokyo, Tokyo, Nhật Bản                    | Nhật Bản                           | 3–1                                | 0                                  | Cúp bóng đá Đông Á 2010                                              |

## Danh hiệu
Ulsan Hyundai
- Giải vô địch bóng đá các câu lạc bộ châu Á (1): 2012